# Giannīs Christopoulos
Giannīs Christopoulos (in greco Γιάννης Χριστόπουλος?; Patrasso, 22 giugno 2000) è un calciatore greco, difensore dell'OFI Creta.

## Carriera

### Club
Cresciuto nel settore giovanile dell'Asteras Tripolīs, ha esordito in prima squadra il 9 marzo 2019 disputando l'incontro di Souper Ligka Ellada pareggiato 0-0 contro lo Xanthī.

### Nazionale
Ha giocato nelle nazionali giovanili greche Under-19 ed Under-21.

## Statistiche

### Presenze e reti nei club
Statistiche aggiornate al 12 febbraio 2022.
| Stagione        | Squadra          | Campionato      | Campionato | Campionato | Coppe nazionali | Coppe nazionali | Coppe nazionali | Coppe continentali | Coppe continentali | Coppe continentali | Altre coppe | Altre coppe | Altre coppe | Totale | Totale |
| Stagione        | Squadra          | Comp            | Pres       | Reti       | Comp            | Pres            | Reti            | Comp               | Pres               | Reti               | Comp        | Pres        | Reti        | Pres   | Reti   |
| --------------- | ---------------- | --------------- | ---------- | ---------- | --------------- | --------------- | --------------- | ------------------ | ------------------ | ------------------ | ----------- | ----------- | ----------- | ------ | ------ |
| 2017-2018       | Asteras Tripolīs | SL              | 0          | 0          | CG              | 0               | 0               |                    | -                  | -                  |             | -           | -           | 0      | 0      |
| 2018-2019       | Asteras Tripolīs | SL              | 2          | 0          | CG              | 1               | 0               | UEL                | 1                  | 0                  |             | -           | -           | 4      | 0      |
| 2019-2020       | Asteras Tripolīs | SL              | 2          | 0          | CG              | 0               | 0               |                    | -                  | -                  |             | -           | -           | 2      | 0      |
| 2020-2021       | Asteras Tripolīs | SL              | 10         | 0          | CG              | 1               | 0               |                    | -                  | -                  |             | -           | -           | 11     | 0      |
| 2021-2022       | Asteras Tripolīs | SL              | 11         | 1          | CG              | 0               | 0               |                    | -                  | -                  |             | -           | -           | 11     | 1      |
| Totale carriera | Totale carriera  | Totale carriera | 25         | 1          |                 | 2               | 0               |                    | 1                  | 0                  |             | -           | -           | 28     | 1      |